# Super8 & Tab
Super8 & Tab je trancové DJské a producentské duo pocházející z Finska, jehož členy jsou Miika Eloranta (Super8) a Janne Mansnerus (DJ Tab). Oba působili a nahrávali samostatně, dokud se nespojili v roce 2005.

## Diskografie

### Studiová alba
- 2010 – Empire
- 2011 – Empire Remixed
- 2018 – Reformation
- 2020 – These Little Stories Part 1
- 2021 – These Little Stories Part 2

### DJské mixy
- 2006 – Anjunabeats Worldwide 01: Mixed by Super8 & Tab and Mark Pledger
- 2010 – Anjunabeats Worldwide 02: Mixed by Super8 & Tab and Mat Zo

### Singly
- 2005 – First Aid
- 2006 – Helsinki Scorchin'
- 2006 – Wont Sleep Tonight
- 2007 – Needs to Feel
- 2007 – Suru
- 2007 – Worldwide společně s Mark Pledger
- 2008 – Elektra
- 2008 – Alba
- 2009 – Delusion feat. Alyna
- 2009 – Irufushi
- 2010 – Black Is The New Yellow
- 2010 – Mercy feat. Jan Burton
- 2010 – Empire feat. Jan Burton
- 2010 – My Enemy feat. Julie Thompson
- 2018 – Burn feat. Hero Baldwin